# Медора (Іллінойс)
Медора (англ. Medora) — селище (англ. village) в США, в окрузі Макупін штату Іллінойс. Населення — 379 осіб (2020).

## Географія
Медора розташована за координатами 39°10′35″ пн. ш. 90°8′29″ зх. д. / 39.17639° пн. ш. 90.14139° зх. д. (39.176521, -90.141387).  За даними Бюро перепису населення США в 2010 році селище мало площу 0,98 км², уся площа — суходіл.

## Демографія
Згідно з переписом 2010 року, у селищі мешкало 419 осіб у 153 домогосподарствах у складі 109 родин. Густота населення становила 427 осіб/км².  Було 176 помешкань (179/км²).
Расовий склад населення:
| - 98,6 % — білих - 0,2 % — азіатів |

До двох чи більше рас належало 0,7 %. Частка іспаномовних становила 0,5 % від усіх жителів.
За віковим діапазоном населення розподілялося таким чином: 26,5 % — особи молодші 18 років, 57,3 % — особи у віці 18—64 років, 16,2 % — особи у віці 65 років та старші. Медіана віку мешканця становила 36,7 року. На 100 осіб жіночої статі у селищі припадало 82,2 чоловіків;  на 100 жінок у віці від 18 років та старших — 84,4 чоловіків також старших 18 років.
Середній дохід на одне домашнє господарство  становив 48 258 доларів США (медіана — 43 438), а середній дохід на одну сім'ю — 53 214 долари (медіана — 46 875). Медіана доходів становила 31 750 доларів для чоловіків та 25 000 доларів для жінок. За межею бідності перебувало 26,2 % осіб, у тому числі 38,5 % дітей у віці до 18 років та 2,3 % осіб у віці 65 років та старших.
Цивільне працевлаштоване населення становило 197 осіб. Основні галузі зайнятості: роздрібна торгівля — 19,3 %, освіта, охорона здоров'я та соціальна допомога — 18,8 %, будівництво — 10,2 %, виробництво — 9,6 %.